# Prosoplus multimaculatus
Prosoplus multimaculatus är en skalbaggsart som beskrevs av Stefan von Breuning 1943. Prosoplus multimaculatus ingår i släktet Prosoplus och familjen långhorningar. Inga underarter finns listade i Catalogue of Life.